# 紋背海龍
紋背海龍（学名：Syngnathus taenionotus），為輻鰭魚綱棘背魚目海龍魚科的其中一種，被IUCN列為瀕危保育類動物，分布於亞得里亞海海域，棲息深度18-127公尺，體長可達19公分，棲息在泥底質海藻生長的海域。

## 外部連結
- 紋背海龍的圖片 （页面存档备份，存于）